# Вулкански агломерати
Вулкански агломерати припадају групи вулканокластичних стена. Настају нагомилавањем и везивањем вулканских бомби.
Вулкански агломерат је по начину појављивања и постанка веома сличан вулканској бречи, али су код њега фрагменти заобљени. И начин везивања је исти као код вулканске брече. Пошто су бомбе које изграђују агломерате избациване док је магма била у течном или полутечном стању, оне имају концентричну грађу и неправилан облик (због сталне ротације у току хлађења најсличнији су облику капљице). Најчешће им је текстура мехураста, нарочито у периферним деловима бомбе.